# Money For Nothing 1001
 (mars 2023).
La mise en forme du texte ne suit pas les recommandations de Wikipédia : il faut le « wikifier ».
Les points d'amélioration suivants sont les cas les plus fréquents :
- Les titres sont pré-formatés par le logiciel. Ils ne sont ni en capitales, ni en gras.
- Le texte ne doit pas être écrit en capitales (les noms de famille non plus), ni en gras, ni en italique, ni en « petit »…
- Le gras n'est utilisé que pour surligner le titre de l'article dans l'introduction, une seule fois.
- L'italique est rarement utilisé : mots en langue étrangère, titres d'œuvres, noms de bateaux, etc.
- Les citations ne sont pas en italique mais en corps de texte normal. Elles sont entourées par des guillemets français : « et ».
- Les listes à puces sont à éviter, des paragraphes rédigés étant largement préférés. Les tableaux sont à réserver à la présentation de données structurées (résultats, etc.).
- Les appels de note de bas de page (petits chiffres en exposant, introduits par l'outil «  Source ») sont à placer entre la fin de phrase et le point final[comme ça].
- Les liens internes (vers d'autres articles de Wikipédia) sont à choisir avec parcimonie. Créez des liens vers des articles approfondissant le sujet. Les termes génériques sans rapport avec le sujet sont à éviter, ainsi que les répétitions de liens vers un même terme.
- Les liens externes sont à placer uniquement dans une section « Liens externes », à la fin de l'article. Ces liens sont à choisir avec parcimonie suivant les règles définies. Si un lien sert de source à l'article, son insertion dans le texte est à faire par les notes de bas de page.
- La présentation des références doit suivre les conventions bibliographiques. Il est recommandé d'utiliser les modèles {{Ouvrage}}, {{Chapitre}}, {{Article}}, {{Lien web}} et/ou {{Bibliographie}}. Le mode d'édition visuel peut mettre en forme automatiquement les références.
- Insérer une infobox (cadre d'informations à droite) n'est pas obligatoire pour parachever la mise en page.

Pour une aide détaillée, merci de consulter Aide:Wikification.
Si vous pensez que ces points ont été résolus, vous pouvez retirer ce bandeau et améliorer la mise en forme d'un autre article.
 (mars 2023).

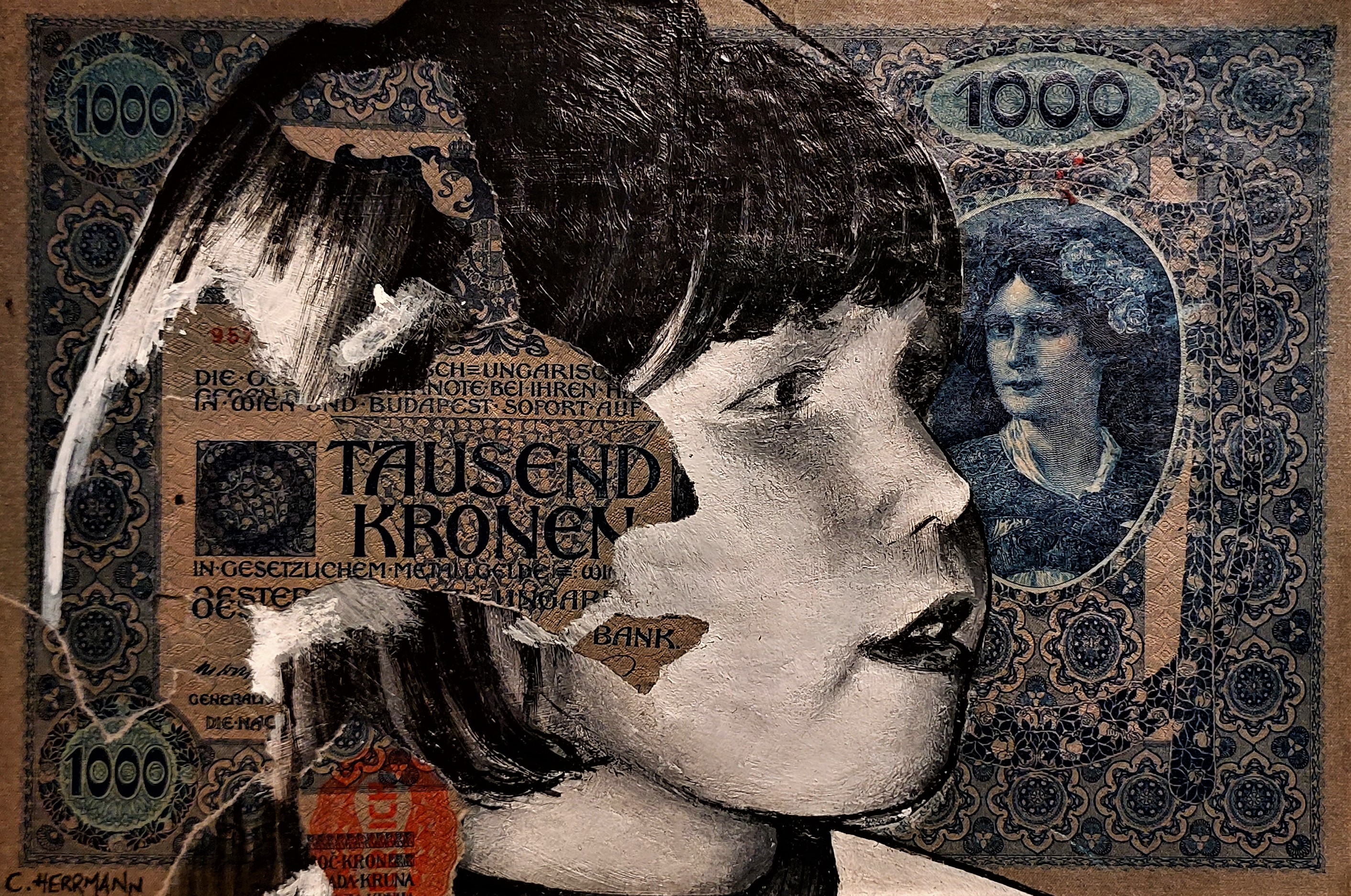
Œuvre de Clément Herrman

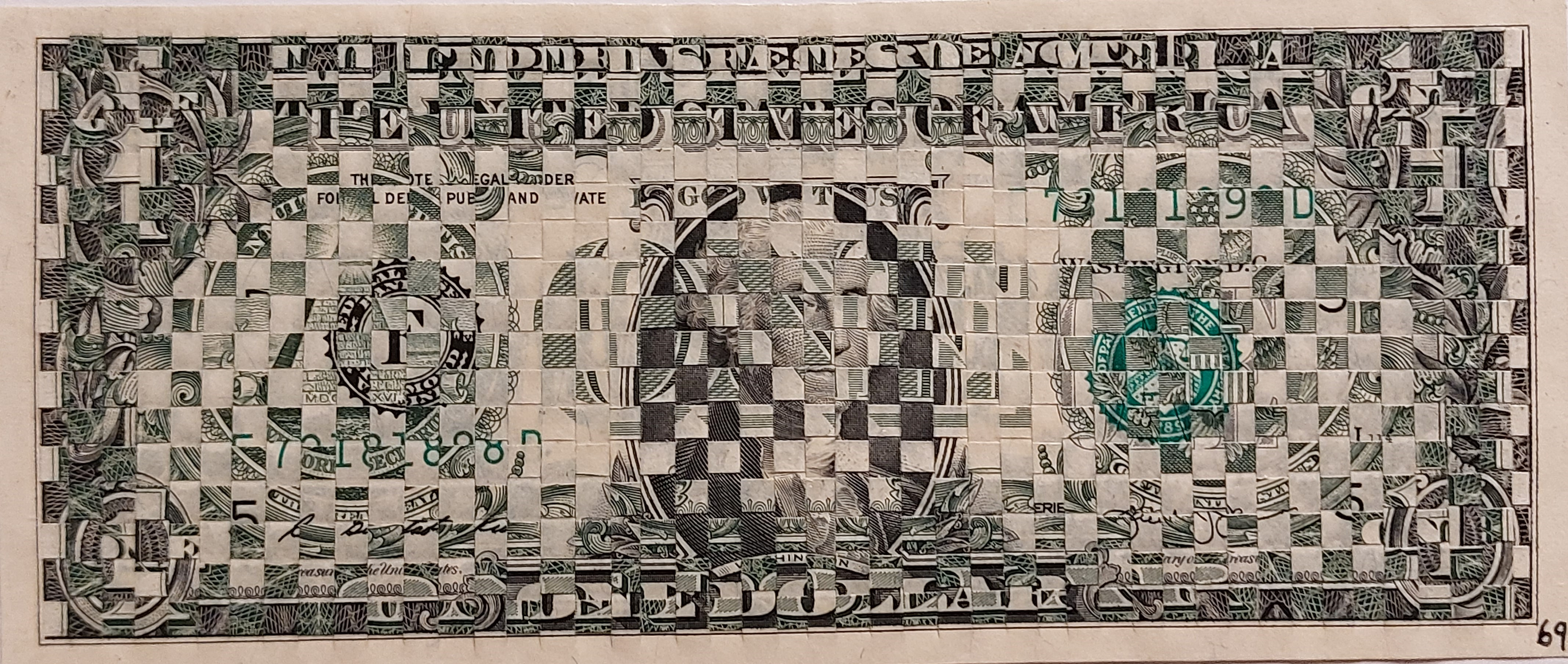
Production de Willielouw

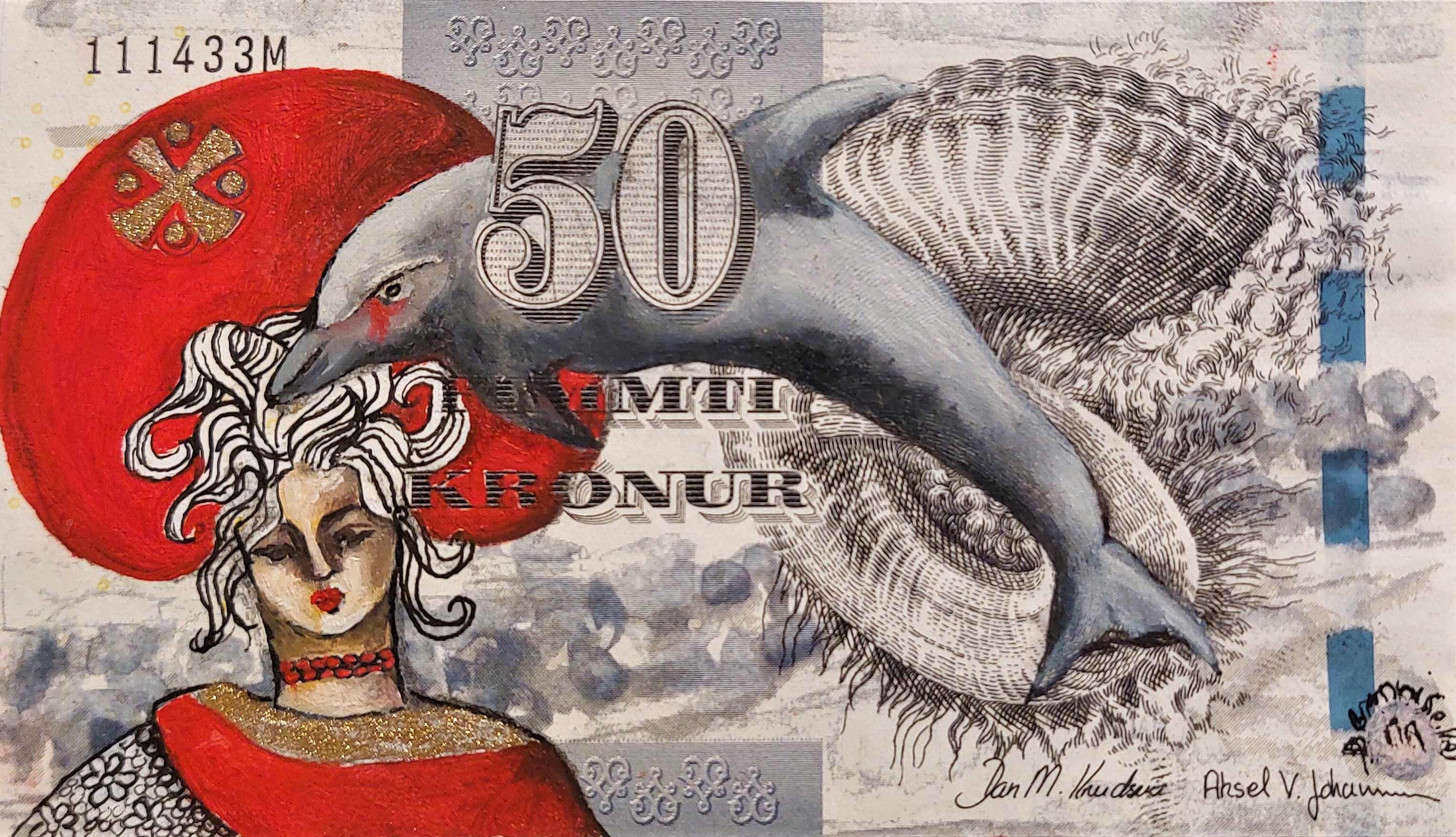
Billet détourné par Mademoiselle MM

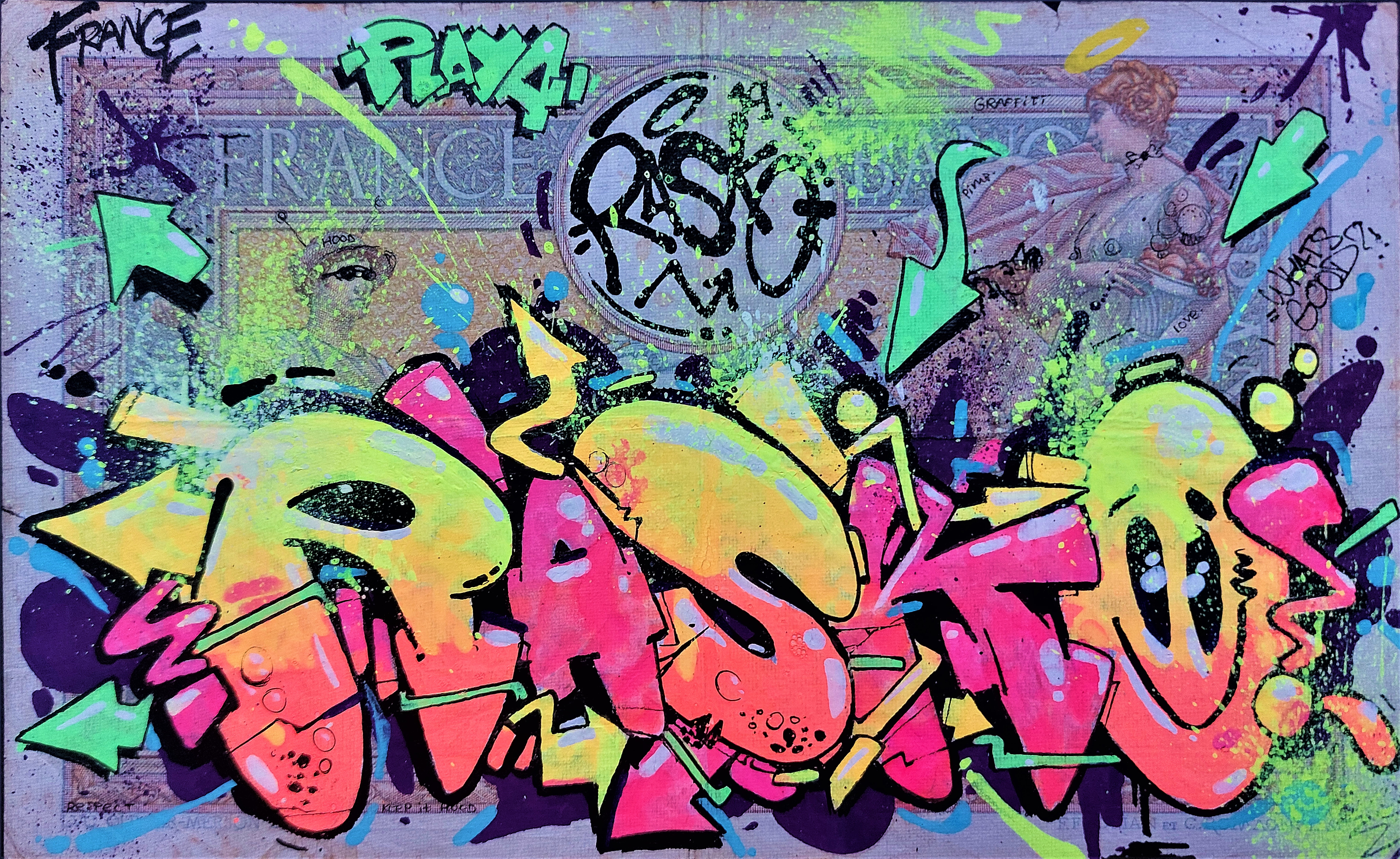
Billet détourné par Rasko

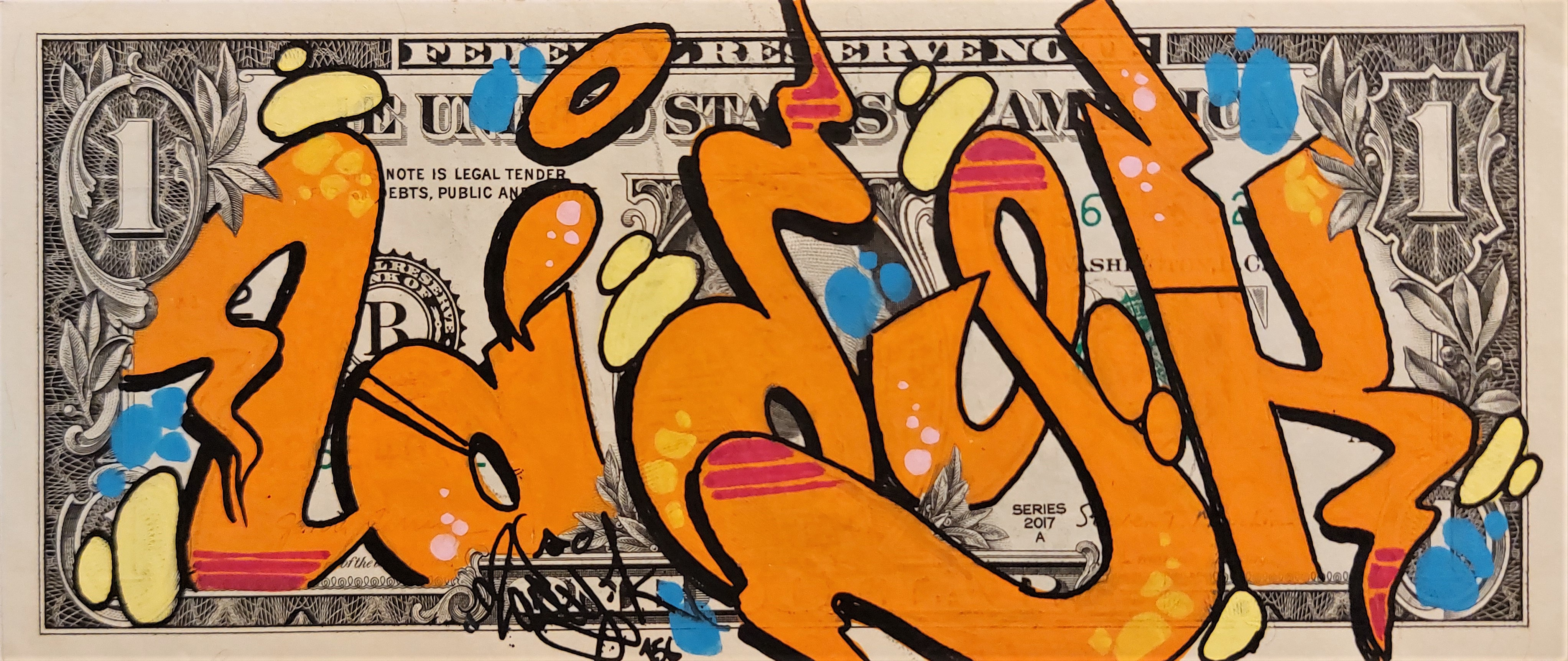
Œuvre de Lady K

Money For Nothing est une collection d'œuvres d'art réalisées essentiellement par des streets-artistes du monde entier sur des billets de banque de différentes époques, imprimés à travers le monde.
Elle débute en 2012, créée par l'architecte et décorateur Dominique Barlaud, qui fixe le nombre d'artistes à 1001. Avec Catherine Mairet, journaliste, Doris Koffi, responsable de projets culturels et PMH, artiste, ils créent l'association Money For Nothing 1001.
Money for Nothing est un projet philanthropique qui conjugue l'amour de l'art et des animaux. L'exposition de la collection sera itinérante et les bénéfices seront reversés à une fondation pour la préservation de l'environnement et du monde animal.

## Histoire
Dominique Barlaud commence à collectionner l'art dès l'âge de dix-huit ans, avec comme première acquisition une œuvre de l'artiste postimpressionnisme Yvonne Cheffer-Delouis. C'est en 2011, après avoir visionné le film Faites le mur ! de Banksy, offert par un ami architecte, qu'il s'interesse au street art. Le faux billet de Banksy est le déclencheur de cette collection. Un des premiers artistes qu'il contacte est Speedy Graphito, cependant son premier achat est un billet de Tilt, puis c'est à Nasty qu'il commande le second. La collection s'agrandit ensuite avec des noms tels qu'André Saraiva, L'Atlas, Psyckoze, Jonone, Rasko, Jérôme Mesnager, Futura 2000, Jean-Michel Basquiat, Keith Haring, Obey, Banksy, des pièces sculptant des liasses de billets comme la vanité de Pixel Parasite, Alechinsky, etc. Il aime l'association de l'art urbain avec le billet de banque car tous deux sont éphémères.
Je trouvais étrange que des artistes qui peignent sur des trains ou des camions n’utilisent pas le billet comme support. Comme le graffiti, le billet est international, et s’exprime dans toutes les cultures. Il constitue en lui-même une œuvre d’art à deux faces, sur laquelle il est intéressant de faire agir un artiste qui offre gratuitement son art dans la rue. 

Le nombre d'artistes participant à la collection est fixée à 1001. Cela évoque une écriture binaire, le 1 de 1001 représentant l'individualité de chacun, unique. Si la collection laisse l'entière liberté du sujet aux artistes, il y a une sous-collection qui demande au artistes d'interpréter le tableau La Liberté guidant le peuple d'Eugène Delacroix réalisées sur des assignats de 50 livres de 1792.
Les 1001 œuvres uniques de la collection cultivent les paradoxes. Il est amusant de créer sur un support amené à circuler, à l’instar d’un train ou d’un wagon de métro. Une forme d’arrogance pour un art gratuit de s’afficher sur les devises d’hier et d’aujourd’hui et d’en modifier la valeur d’usage.
En 2021, Dominique Barlaud possède environ 1 200 billets réalisés par 600 artistes. En 2022 la collection s'enrichit d'une centaine d'artistes et 200 autres travaillent toujours sur des billets. En 2023 la collection recense 950 artistes du monde entier prenant possession d'une pléthore de pièces traversant les 400 ans d'histoire du billet de banque. L'aventure relate également l'histoire du street art, et s'il prend parfois attache avec l'anticapitalisme, cette aventure démontre qu'il peut aussi s'en détacher afin d'en bénéficier.

## Promotion par l'artiste PMH
En janvier 2023, l'artiste PMH, de son nom Pierre-Marie Huet, voyage avec un ours en peluche nommé Poupougne. Cet ours a auparavant posé en photo dans les bras de Sting, Al Pacino, Jean-Paul Belmondo, Catherine Deneuve, The Cure.
PMH participe activement au projet Money for Nothing 1001, il aime jouer avec son image et lance le court-métrage Money for Nothing en janvier 2022. On l'y voit emprisonné dans la petite pièce d'un château, affairé à dessiner ses doodles à la loupe sur un billet. Le geôlier, dévoilé à la fin n'est autre que Dominique Barlaud interprétant un rôle de châtelain fou. Il contemple ses billets.
Il colle également des faux avis de recherche afin d'annoncer la future exposition de la collection prévue en 2024.

## Exposition à la Collégiale Saint-Martin d'Angers
Une première exposition présente en avant-première 99 billets de la collection à la Collégiale Saint-Martin d'Angers du 16 septembre au 31 décembre 2023, marquant ainsi le début de la tournée internationale. Une salle de coffre est reproduite dans une salle attenante, chaque billet se révèle au spectateur dans un écrin de plexiglas. 